# Chilodontidae
Chilodontidae è una famiglia di pesci ossei d'acqua dolce appartenenti all'ordine Characiformes.

## Distribuzione e habitat
La famiglia è endemica della parte tropicale dell'America meridionale a ovest fino alle pendici delle Ande. Popolano ambienti vari, sia i fiumi della foresta pluviale con acque nere, acide e ricche di acidi umici che acque limpide e trasparenti.

## Descrizione
Questa famiglia è stata creata nel 2006 separandola dagli altri caraciformi in base ai caratteri della dentatura (denti mobili presenti su entrambe le mascelle e anche sulle labbra) e a vari altri caratteri anatomici difficilmente rilevabili in vivo.
La taglia è piccola, tra i 10 e i 16 cm.

## Biologia

### Alimentazione
L'unica specie di cui siano note le abitudini alimentari in natura è Caenotropus labyrinthicus che si nutre di detriti, invertebrati e spugne d'acqua dolce.

## Acquariofilia
Vengono allevati in acquario e sono esportati in grosse quantità dai luoghi di origine.

## Generi e specie
- Genere Caenotropus
  - Caenotropus labyrinthicus
  - Caenotropus maculosus
  - Caenotropus mestomorgmatos
  - Caenotropus schizodon
- Genere Chilodus
  - Chilodus fritillus
  - Chilodus gracilis
  - Chilodus punctatus
  - Chilodus zunevei[2]